# كادقلي (قبيلة)
قبيلة كادقلي، هي قبيلة أفريقية تنتمي إلى مجموعة قبائل جبال النوبة التي تتواجد في ولاية جنوب كردفان بالسودان خاصة بمدينة كادقلي و القرى المحيطة بها كـ مورتا، كولبا، داليمو، ثبار وتاكو. يتحدث غالبيتهم اللغة العربية بعضهم يستخدم لغة كاتشا-كادقلي-ميري يبلغ تعدادهم حوالي 200 ألف، يعتنقون الإسلام مع احتفاظهم بالطابع التقليدي المتمثل في العادات الإحيائية، و وجود أقلية مسيحية 
1. 1 2  Kadugli, Arabized in Sudan :: Joshua Project نسخة محفوظة 03 ديسمبر 2013 على موقع واي باك مشين.